# Schwarze Legion (Ustascha)
Die sogenannte Schwarze Legion (kroatisch Crna Legija), offiziell  Sarajevske ustaške pukovnije (Sarajevoer Ustascha-Regiment), war eine Elitetruppe der faschistischen Ustascha-Miliz im Unabhängigen Staat Kroatien. Die  Legion wurde von Jure Francetić und nach dessen Tod von Rafael Boban geführt. Die Angehörigen der Schwarzen Legion wurden auch Crnci (Die Schwarzen) genannt.

## Geschichte

### Anfänge
Die Schwarze Legion ging aus dem I. und II. Sarajevo-Ustascha-Bataillon (Ustaška sarajevska bojna) unter dem Kommando von Bećir Lokmić (⚔ Juli 1942) hervor. Diese etwa 800 Mann starken Truppen rekrutierte sich aus der Gegend um Sarajevo und wurde gegen serbische Tschetnik-Milizen eingesetzt. Der erste Angriff der Tschetniks fand auf das 15 km von Sarajevo liegende Dorf Blažuj statt. Bei diesem Angriff kam der Ustaschafunktionär Ilija Trogrlić ums Leben. Danach griffen die Tschetniks das unter dem Berg Jahorina liegende Dorf Sjetina an und töteten 60 Einwohner. Weitere Angriffe der Tschetniks erfolgten auf die Orte Varcar Vakuf, Derventa und Zvornik.

### Unter Jure Francetić
Nach dem Tod von Bećir Lokmić stellten Major Jure Francetić und Hauptmann Rafael Boban eine Eliteeinheit auf. Da nur schwarze Uniformen zur Verfügung standen, wurde diese Einheit nach der Farbe der Uniform die Schwarze Legion genannt. Sie war ca. 1200 Mann stark, später sogar bis zu 1500 Mann. Ihr Kampf gegen die Tschetniks begann Ende 1941. Sie eroberte die Orte Kasindol, Vareš, Brgul, Zulet, Doboj, den Ugarberg, Koridjana und Konjic. In einer zweitägigen Aktion eroberte sie das gesamte Areal von Paklenica bis Bradarica. Am 11. Januar 1942 begannen Kämpfe bei Krivaja und Vijak, anschließend bei Careva Ćuprija, Olovo, Krivajica, Vozuća und Zavidovići. Am 1. Februar 1942 eroberte sie Han Krum, Han Pijesak, Mekote, Krušače, Crna Rijeka, Kraljevo Polje, Han Ploča, Vlasenica, Milica und Drinjačak. Am 20. Februar 1942 erfolgte die Eroberung von Senkovice, Sokolac, Vidrić, Žljebovi und Košutić. Am 9. April 1942 wurden die Tschetniks bei Bratunac und Srebrenica vertrieben. Am 10. April 1942 (Unabhängigkeitstag) stieß die Schwarze Legion an die beanspruchte Ostgrenze des Unabhängigen Staates Kroatien (NDH). Oberstleutnant Jure Francetić schickte Ante Pavelić eine kleine Flasche mit Wasser aus dem Grenzfluss Drina.

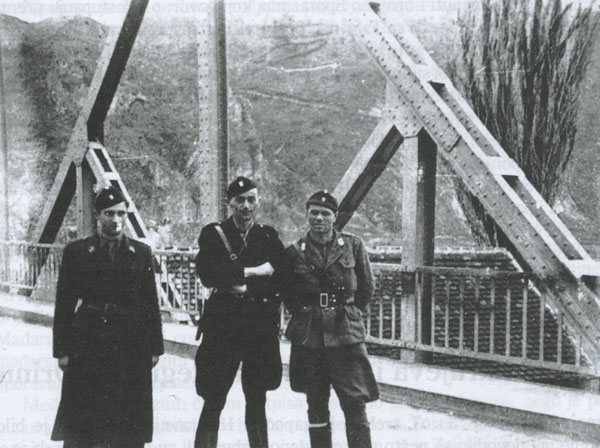
Jure Francetić und Rafael Boban (2. u. 3. v. l.) in Zvornik auf der alten Brücke über die Drina, den damaligen Grenzfluss zu Serbien (1942)

Am darauffolgenden Tag erfolgten Angriffe in Richtung Viogori und Bratunac, am 18. April 1942 bei Kušac. Am 20. April eroberte die Schwarze Legion Staro Brdo, Slap, Luka, Peci, Skelan und Fakovica. Im Sommer 1942 vernichtete sie die Partisanenrepublik Kozara. Im Weiteren brachte sie die Offensive der Partisanen bei Kupres zum Stehen. Die Schwarze Legion erlebte unter der Führung von Francetić keine nennenswerte Niederlage.

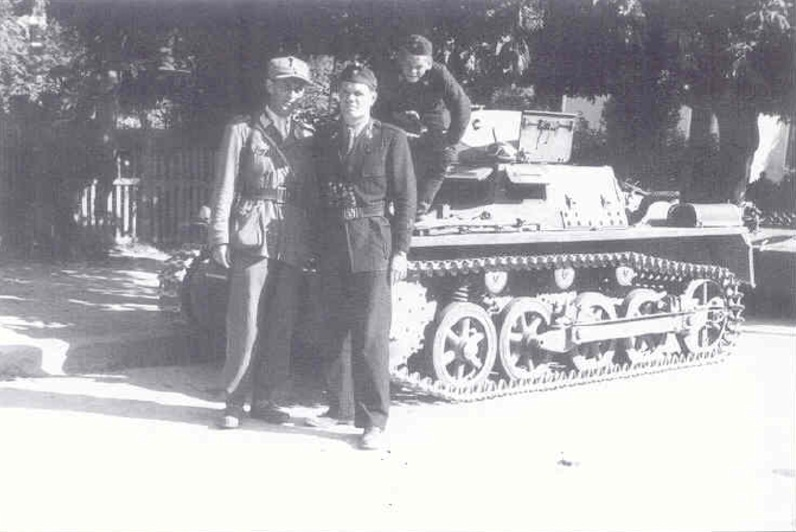
Rafael Boban während der Kämpfe um Kupres (Juli/August 1942). Links von ihm steht der spätere Domobranen-General Franjo Šimić (1900–1944). Auf dem gepanzerten Fahrzeug sitzt der jüngste Angehörige der Schwarzen Legion, der 14-jährige Suljo Efendić (Foto: Ivan Softa).

## Operation Trio

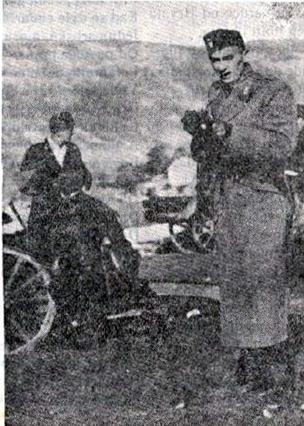
Jure Francetić kommandiert Artillerie der Schwarzen Legion während der Operation Trio (April 1942)

Am 15. April 1942 sollte die Operation Trio starten. Rund 18.000 Partisanen und 4.500 Tschetniks operierten in Ostbosnien, Wehrmachtsgeneral Paul Bader hatte das Kommando über die Operation. Insgesamt standen ihm 50.000 Soldaten zur Verfügung:

### Deutsche Truppen
- 718. Infanterie-Division
- 737. Infanterie-Regiment der 717. Infanterie-Division

### Italienische Truppen
- 1. Alpinidivision „Taurinense“
- 5. Alpinidivision „Pusteria“
- 22. Infanteriedivision „Cacciatore di Alpi“
- 1. Alpinibrigade „Alpi Valle“
- 2. leichte Panzerbrigade „San Marco“
- 12. Artilleriebrigade des 105. Regiments der 28. Division

### Kroatische Truppen

#### Verbände derKroatischen Armee
- 1. Bataillon des 13. Infanterie-Regiments
- 8. Infanterie-Regiment
- 15. Infanterie-Regiment
- 9. Artillerie-Brigade
- 3. Grenzbataillon
- 4. Grenzbataillon

#### Ustascha-Miliz
- „Schwarze Legion“ mit 3 Bataillonen

Der Plan sah vor, dass am 15. April die Operation Trio I starten und die Gegend östlich und südlich von Sarajevo vom Feind säubern sollte, anschließend sollte an der Drina entlang in Richtung Norden vorgestoßen (Trio II) und die Operation dann am Berg Ozren (Trio III) abgeschlossen werden. Die Operation verlief von Anfang an nicht nach Plan. Die Schwarze Legion griff am 1. April, ohne General Bader zu informieren, die Tschetniks in Vlasenice an. Am 8. April eroberte die Schwarze Legion den Ort Drinjača und am darauf folgenden Tag die Orte Bratunac und Srebrenica in Kämpfen gegen Tschetniks und Partisanen. In dem entstandenen Chaos zogen sich die größten Teile der Partisanentruppen nach Süden zurück, wo die italienischen Truppen stationiert waren. Die Italiener waren nicht in der Lage, ihren Teil der Aufgabe aus der Operation früher zu beginnen und General Bader beantragte beim Oberkommando der Wehrmacht, die Operation komplett abzusagen, was ihm auch gestattet wurde. Nachdem aber die Schwarze Legion am 10. April an den Grenzfluss Drina stieß, gab General Bader den Befehl zur Unterstützung der Schwarzen Legion. Am 22. April startete die Wehrmacht ihre Offensive und vertrieb Partisanen und Tschetniks aus Ostbosnien und es gelang ihnen, den Befehlshaber der Tschetniks Major Dangić, gefangen zu nehmen. Am 23. April starteten die italienischen Verbände ihren Angriff. Die 5. Gebirgsjäger Division „Pusteria“ eroberte Čajniče, es gelang ihr aber wegen des erfolgreichen Widerstands der Partisanen in der Westherzegowina nicht, rechtzeitig Goražde einzunehmen, und so verpassten sie es, weiter nach Ostbosnien vorzustoßen, was wiederum den Partisanen erlaubte sich ohne große Verluste hinter die Linie Kalinovik-Foča zurückzuziehen. Am 27. April brach die Wehrmacht ihre Offensive ab.

### Abberufung und Tod von Jure Francetić
Im Sommer 1942 wurde Oberst Jure Francetić als Kommandant der Schwarzen Legion vorübergehend abberufen, er sollte aber diese Position aufgrund seines baldigen Todes (im Dezember 1942) nie wieder bekleiden. Das Kommando der Legion, während der Abwesenheit von Francetić, übernahm der Ustascha Oberst Ivo Stipković. Francetić selbst wurde in den Generalstab befördert und begleitete Ante Pavelić beim Besuch von Adolf Hitler in Deutschland. Anschließend besuchte Francetić die kroatischen Truppen des 369. Infanterie-Regiments, auch „Teufelsdivision“ genannt, an der Ostfront in der Sowjetunion. Am 28. Dezember 1942 wurde Jure Francetić nach einem Flugzeugabsturz bei Slunj in Kämpfen mit den Partisanen getötet. Sein Tod wurde, wegen seiner großen Beliebtheit bei Volk und Schwarzer Legion, um diese nicht zu demoralisieren, von der faschistischen kroatischen Regierung erst drei Monate später bekannt gegeben.

### Neuorganisation der Ustaschaverbände
Die Streitkräfte der Ustascha wurden Mitte des Jahres 1943 reorganisiert und die Schwarze Legion de facto aufgelöst. Die gesamten Ustaschastreitkräfte wurden in 16 neue Divisionen mit den Domobrani neu zusammengelegt und eingeteilt. Diese Divisionen hatten mehrere Regimenter (kroat. Bezeichnung für die Regimenter: Zdrug). Ein Teil der Soldaten der Schwarzen Legion (I. ustaški stajači zdrug) kam in die 8. kroatische Division (Sarajevo) unter dem Kommando von General Roman Domanik, wobei das 1. Ustascha-Regiment von Oberst Ivo Stipković und nach seinem Tod im August 1943 von Ustascha Major Ivan Sudar kommandiert wurde, der (größere) Rest wurde als V. Ustaški Stajači Zdrug in die 5. kroatische Division (Bjelovar) unter dem Kommando von Oberst Rafael Boban gelegt. Obwohl die eigentliche Uniform der Ustascha in diesen Divisionen beige war, behielten die ehemaligen Kämpfer der Schwarzen Legion ihre schwarze Uniform an. Sie genossen unter den anderen Ustaschasoldaten ein hohes Ansehen.
- 5. hrvatska divizija
  - Hauptquartier in Bjelovar, Befehlshaber Ustascha Oberst Rafael Boban
- 8. hrvatska divizija
  - Hauptquartier in Sarajevo, Befehlshaber General Roman Domanik

### Kriegsende
Als die ca. 30 km vor Zagreb gelegene sogenannte „Zvonimirstellung“ nicht mehr gehalten werden konnte, flohen die kroatischen Truppen, Regierung und Teile der Bevölkerung in Richtung Österreich, um sich dort den Alliierten zu ergeben. Sie trafen am 15. Mai 1945 in der Nähe von Bleiburg ein. Die britischen Truppen unter General Scott waren nicht bereit die Kapitulation der kroatischen Truppen zu akzeptieren. Die Alliierten hatten das NDH-Regime nie anerkannt und betrachteten die kroatischen Truppen nicht als Armee, sondern als Miliz. Man gab den kroatischen Verbänden eine Stunde Zeit sich zu ergeben, ansonsten werde das Feuer eröffnet. General Boban war nicht bereit diesem Folge zu leisten und kämpfte sich mit rund 4000 seiner Crnci den Weg frei und setzte sich später Richtung Italien und dann Südamerika ab. Andere wiederum ergaben sich oder setzten den Kampf als sogenannte Križari in Kroatien, Bosnien und der Herzegowina fort.

## Zusammensetzung
Die Legion bestand aus 1000 bis 1500 Freiwilligen und setzte sich vorwiegend aus muslimischen Bosniaken und Kroaten aus Ost-Bosnien zusammen, welche durch die von Tschetniks und vereinzelt auch von Partisanen verübten Massaker in ihren bosnischen Dörfern zu Flüchtlingen geworden waren. Die kroatische Propaganda begrüßte die Beteiligung der muslimischen Bosniaken mit den Worten:

„Bosnische Dörfer waren muslimisch oder katholisch, gleichermaßen ergeben dem Poglavnik und Ustascha-Kroatien. Lassen wir die Herren Politiker einen Blick auf die „Schwarze Legion“ werfen. Die Hälfte von ihnen Muslime. Sie beweisen durch ihre Taten, ihr Blut, dass sie nichts anderes sind und nichts anderes sein können als Kroaten.“

## Uniformierung

### Bekleidung
Sämtliche Uniformteile waren in einem einheitlichen Schwarz gehalten. Dazu wurden die regulären Uniformabzeichen der Ustascha-Armee (Ustaška vojnica) verwendet. Diese einheitliche Uniformierung wurde jedoch häufig nur zu Propaganda- bzw. Parade- und Präsentationszwecken eingehalten. Im Kampfeinsatz wurden vielfach Uniformteile aus jugoslawischer, italienischer oder deutscher Produktion, meist in Kombination mit einer schwarzen Ustascha-Uniformmütze oder seltener mit deutschen Stahlhelmen verschiedener Ausführungen getragen.

### Erinnerungsabzeichen
Den Angehörigen der Legion konnte das „Erinnerungsabzeichen der Schwarzen Legion“ verliehen werden.

### Hymne
Inoffizielle Hymne der Legion war das Lied Evo zore, evo dana.

## Propaganda
Die militärischen Erfolge der Schwarzen Legion wurden in dem deutschsprachigen Propagandafilm Wacht an der Drina (Straža na Drini) des kroatischen Staatlichen Filminstituts aus dem Jahr 1942 glorifiziert. Der Film wurde im gleichen Jahr auf der Biennale von Venedig ausgezeichnet.

## Kriegsverbrechen
Die Soldaten der Schwarze Legion verübten während ihrer Operationen zahlreiche Massaker, Kriegsverbrechen und Gräueltaten an Zivilisten, gefangengenommenen Soldaten, regimefeindlichen Kroaten, Serben, Juden und anderen Minderheiten wie z. B. Roma oder Sinti.
Der Befehlshaber der Sicherheitspolizei und des SD in Belgrad schilderte am 12. Juni 1942 die Gründe für die Verhaftung von zwei Ustascha-Kompanien und eines Bataillons der Schwarzen Legion wie folgt:

„Die Gründe waren folgende: 1.) Mehrfache Plünderung … bei Bauern. 2. Eigenmächtige Erschießung von 3 Četniks. 3.) Mord und Verstümmelung von 2 Männern und 2 Frauen. Die Morde erfolgten durch Halsabschneiden. Den Frauen, einer 50-jährigen und einer 37-jährigen Schwangeren, waren Holzstücke in die Geschlechtsteile getrieben. 4.) Mord und Verstümmelung eines Greises. 5.) Zahlreiche weitere Plünderungen und Diebstähle.“

## Heutige Betrachtung in der Republik Kroatien
Die Schwarze Legion ist bis heute umstritten und die Meinungen in Kroatien sind im Bezug auf ihre Vergangenheit tief gespalten. Rein militärisch betrachtet war sie eine gut ausgebildete, kampfstarke Eliteeinheit, die zahlreiche beachtliche militärische Erfolge erringen konnte, oftmals gegen zahlenmäßig überlegene Gegner. Andererseits war sie für ihre Grausamkeit und Kriegsverbrechen berüchtigt. In der heutigen Republik Kroatien gilt sie wie auch die Ustascha und das NDH-Regime im Allgemeinen als faschistische Kriegsverbrecherorganisation. Jegliches öffentliches Tragen ihrer Symbole ist gesetzlich verboten, wird aber nicht immer konsequent geahndet.